# 小倉大賞典
小倉大賞典（こくらだいしょうてん）は、日本中央競馬会（JRA）が小倉競馬場で施行する中央競馬の重賞競走（GIII）である。
正賞は福岡県知事賞。

## 概要
1967年に4歳（現3歳）以上の馬による重賞競走として創設。マイル - 中距離路線での飛躍を狙う馬にとって重要な競走とされている。
施行場・距離・施行時期・競走条件は幾度かの変遷を経て、2000年以降は2月の小倉開催で定着している。
外国産馬は1999年と2000年、および2005年以降出走可能となり、2009年からは外国馬も出走可能な国際競走となった。また、2020年からは地方競馬所属馬も出走可能になった。
本競走はフェブラリーステークスと同日に施行される。

### 競走条件
以下の内容は、2023年現在のもの。
出走資格：サラ系4歳以上
- JRA所属馬
- 地方競馬所属馬（認定馬のみ、2頭まで）
- 外国調教馬（優先出走）

負担重量：ハンデキャップ

### 賞金
2025年の1着賞金は4300万円で、以下2着1700万円、3着1100万円、4着650万円、5着430万円。

## 歴史
- 1967年 - 4歳以上の馬によるハンデキャップの重賞競走として創設、小倉競馬場の芝1800mで施行[3]。
- 1969年 - この年のみ、名称を「セントウルステークス」に変更して施行[5]。
- 1984年 - グレード制施行によりGIII[注 1]に格付け。
- 1999年 - 混合競走に指定され、外国産馬が出走可能になる（2000年まで）[5]。
- 2001年 - 馬齢表示の国際基準への変更に伴い、出走条件を「4歳以上」に変更。
- 2005年 - 混合競走に再指定[5][7]。
- 2007年 - 国際セリ名簿基準委員会(ICSC)の勧告に伴い、格付表記をJpnIIIに変更[8]。
- 2009年
  - 国際競走に変更され、外国調教馬は8頭まで出走可能となる[9]。
  - 格付表記をGIII（国際格付）に変更[9]。
- 2020年 - 特別指定交流競走に指定され、地方競馬所属馬が2頭まで出走可能になる。
- 2021年 - 新型コロナウイルス感染拡大防止のため「無観客競馬」として実施[10]。

### 歴代優勝馬
距離はすべて芝コース。
優勝馬の馬齢は、2000年以前も現行表記に揃えている。
競走名は第3回のみ「セントウルステークス」。
競走条件は第1回・第3回・第6回・第16回が「4歳（現3歳）以上」。
| 回数   | 施行日        | 競馬場 | 距離  | 優勝馬             | 性齢 | タイム | 優勝騎手       | 管理調教師 | 馬主                                 |
| ------ | ------------- | ------ | ----- | ------------------ | ---- | ------ | -------------- | ---------- | ------------------------------------ |
| 第1回  | 1967年8月20日 | 小倉   | 1800m | クリバツク         | 牡3  | 1:50.6 | 田島良保       | 谷八郎     | 有馬静雄                             |
| 第2回  | 1968年4月21日 | 小倉   | 1800m | アトラス           | 牡4  | 1:50.9 | 武邦彦         | 戸山為夫   | 松岡重雄                             |
| 第3回  | 1969年9月7日  | 阪神   | 1900m | ダイイチオー       | 牡4  | 1:57.7 | 武邦彦         | 高橋直三   | 上田正次                             |
| 第4回  | 1970年2月22日 | 小倉   | 1800m | ウチュウオー       | 牡4  | 1:50.2 | 大根田裕也     | 梅内慶蔵   | 工藤玄治                             |
| 第5回  | 1971年4月11日 | 小倉   | 1800m | ビーティーエイト   | 牡4  | 1:51.6 | 四位満教       | 柳田次男   | 梶原重雄                             |
| 第6回  | 1972年7月23日 | 小倉   | 1800m | フェロースピード   | 牡3  | 1:50.2 | 武邦彦         | 服部正利   | 堀内正男                             |
| 第7回  | 1973年4月15日 | 小倉   | 1800m | シバタケ           | 牡4  | 1:54.0 | 高崎詠三郎     | 橋本正晴   | 内芝伝一                             |
| 第8回  | 1974年4月14日 | 小倉   | 1800m | ノボルトウコウ     | 牡5  | 1:50.9 | 安田富男       | 加藤朝治郎 | 渡辺喜八郎                           |
| 第9回  | 1975年4月13日 | 小倉   | 1800m | ロッコーイチ       | 牡5  | 1:52.4 | 河内洋         | 服部正利   | 水上力夫                             |
| 第10回 | 1976年4月4日  | 小倉   | 1800m | グレイトファイター | 牡4  | 1:49.8 | 久保一秋       | 吉永猛     | 小山伸彦                             |
| 第11回 | 1977年4月17日 | 小倉   | 1800m | アランフェス       | 牝4  | 1:54.5 | 伊藤清章       | 伊藤修司   | （有）荻伏牧場                       |
| 第12回 | 1978年4月9日  | 小倉   | 1800m | ミヤジマレンゴ     | 牡5  | 1:49.9 | 武田悟         | 夏村辰男   | 曽我薫                               |
| 第13回 | 1979年4月8日  | 小倉   | 1800m | アグネスプレス     | 牡4  | 1:51.8 | 須崎昇         | 久保道雄   | 渡辺孝男                             |
| 第14回 | 1980年4月6日  | 小倉   | 1800m | グリーンダッシュ   | 牡4  | 1:54.3 | 牧野三雄       | 荻野光男   | 田上竹弘                             |
| 第15回 | 1981年4月5日  | 小倉   | 1800m | ローベルギフト     | 牡4  | 1:54.4 | 安田隆行       | 松元省一   | 細川栄市                             |
| 第16回 | 1982年7月25日 | 阪神   | 2000m | ニシノチェニル     | 牝4  | 2:03.1 | 岩元市三       | 長浜彦三郎 | 西山正行                             |
| 第17回 | 1983年4月3日  | 小倉   | 1800m | スナークアロー     | 牡4  | 1:50.0 | 西浦勝一       | 柳田次男   | 杉本仙次郎                           |
| 第18回 | 1984年4月1日  | 小倉   | 1800m | ヤマノシラギク     | 牝5  | 1:49.8 | 清水英次       | 大久保正陽 | 奥村啓二                             |
| 第19回 | 1985年3月31日 | 小倉   | 1800m | グローバルダイナ   | 牝5  | 1:49.2 | 南井克巳       | 宇田明彦   | （有）社台レースホース               |
| 第20回 | 1986年3月30日 | 小倉   | 1800m | マチカネイシン     | 牡4  | 1:50.7 | 河内洋         | 武田作十郎 | 細川益男                             |
| 第21回 | 1987年2月22日 | 小倉   | 1800m | トウショウレオ     | 牡5  | 1:48.1 | 田島良保       | 鶴留明雄   | トウショウ産業（株）                 |
| 第22回 | 1988年2月21日 | 小倉   | 1800m | トウショウレオ     | 牡6  | 1:50.2 | 田島良保       | 鶴留明雄   | トウショウ産業（株）                 |
| 第23回 | 1989年2月19日 | 小倉   | 1800m | ダイカツケンザン   | 牡5  | 1:52.0 | 西浦勝一       | 福島勝     | 志賀泰吉                             |
| 第24回 | 1990年2月18日 | 小倉   | 1800m | ミスターヤマノ     | 牡5  | 1:50.2 | 樋口弘         | 福永甲     | 山口久夫                             |
| 第25回 | 1991年2月17日 | 小倉   | 1800m | レッツゴーターキン | 牡4  | 1:49.6 | 小島貞博       | 橋口弘次郎 | （株）日本ダイナースクラブ           |
| 第26回 | 1992年2月23日 | 小倉   | 1800m | ワイドバトル       | 騸5  | 1:49.7 | 土肥幸広       | 吉永猛     | 杉山弘                               |
| 第27回 | 1993年2月21日 | 小倉   | 1800m | ワンモアラブウエイ | 牝4  | 1:49.6 | 角田晃一       | 渡辺栄     | 松井一三                             |
| 第28回 | 1994年2月20日 | 小倉   | 1800m | メイショウマリーン | 牝6  | 1:50.2 | 田島信行       | 高橋直     | 松本好雄                             |
| 第29回 | 1995年2月19日 | 小倉   | 1800m | メイショウレグナム | 牡7  | 1:48.6 | 武豊           | 武邦彦     | 松本好雄                             |
| 第30回 | 1996年2月18日 | 小倉   | 1800m | アラタマワンダー   | 牡7  | 1:47.8 | 安田康彦       | 新川恵     | 荒木みち                             |
| 第31回 | 1997年2月16日 | 小倉   | 1800m | オースミマックス   | 牡6  | 1:48.4 | 菊沢隆徳       | 白井寿昭   | 山路秀則                             |
| 第32回 | 1998年4月18日 | 中京   | 1800m | サイレンススズカ   | 牡4  | 1:46.5 | 武豊           | 橋田満     | 永井啓弍                             |
| 第33回 | 1999年4月17日 | 中京   | 1800m | スエヒロコマンダー | 牡4  | 1:46.4 | 藤田伸二       | 松元茂樹   | （株）みどり住宅                     |
| 第34回 | 2000年2月6日  | 小倉   | 1800m | ジョービッグバン   | 牡5  | 1:48.0 | 山田和広       | 坪正直     | 上田けい子                           |
| 第35回 | 2001年2月4日  | 小倉   | 1800m | ミスズシャルダン   | 牡6  | 1:49.5 | M.デムーロ     | 加藤敬二   | 永井啓弍                             |
| 第36回 | 2002年2月3日  | 小倉   | 1800m | タマモヒビキ       | 牡6  | 1:48.0 | 小原義之       | 小原伊佐美 | タマモ（株）                         |
| 第37回 | 2003年2月9日  | 小倉   | 1800m | マイネルブラウ     | 牡6  | 1:49.1 | 川島信二       | 安藤正敏   | （株）サラブレッドクラブ・ラフィアン |
| 第38回 | 2004年2月8日  | 小倉   | 1800m | メイショウバトラー | 牝4  | 1:49.1 | 藤田伸二       | 高橋成忠   | 松本好雄                             |
| 第39回 | 2005年2月6日  | 小倉   | 1800m | メイショウカイドウ | 牡6  | 1:46.4 | 武豊           | 坂口正大   | 松本好雄                             |
| 第40回 | 2006年2月4日  | 小倉   | 1800m | メジロマイヤー     | 牡7  | 1:47.2 | 川田将雅       | 田島良保   | （有）メジロ牧場                     |
| 第41回 | 2007年2月3日  | 小倉   | 1800m | アサカディフィート | 騸9  | 1:46.8 | 小牧太         | 鶴留明雄   | 林順子                               |
| 第42回 | 2008年2月9日  | 小倉   | 1800m | アサカディフィート | 騸10 | 1:47.7 | 中舘英二       | 鶴留明雄   | 林順子                               |
| 第43回 | 2009年2月7日  | 小倉   | 1800m | サンライズマックス | 牡5  | 1:44.9 | 横山典弘       | 増本豊     | 松岡隆雄                             |
| 第44回 | 2010年2月6日  | 中京   | 1800m | オースミスパーク   | 牡5  | 1:47.2 | 藤岡康太       | 南井克巳   | （株）オースミ                       |
| 第45回 | 2011年2月5日  | 小倉   | 1800m | サンライズベガ     | 牡7  | 1:45.3 | 秋山真一郎     | 音無秀孝   | 松岡隆雄                             |
| 第46回 | 2012年2月4日  | 小倉   | 1800m | エーシンジーライン | 牡7  | 1:46.3 | 川須栄彦       | 坂口正則   | （株）栄進堂                         |
| 第47回 | 2013年2月17日 | 小倉   | 1800m | ヒットザターゲット | 牡5  | 1:46.4 | 大野拓弥       | 加藤敬二   | 前田晋二                             |
| 第48回 | 2014年2月23日 | 小倉   | 1800m | ラストインパクト   | 牡4  | 1:45.3 | 川田将雅       | 松田博資   | （有）シルク                         |
| 第49回 | 2015年2月22日 | 小倉   | 1800m | カレンブラックヒル | 牡6  | 1:48.3 | 秋山真一郎     | 平田修     | 鈴木隆司                             |
| 第50回 | 2016年2月21日 | 小倉   | 1800m | アルバートドック   | 牡4  | 1:46.7 | 川田将雅       | 松田博資   | （株）G1レーシング                   |
| 第51回 | 2017年2月19日 | 小倉   | 1800m | マルターズアポジー | 牡5  | 1:45.8 | 武士沢友治     | 堀井雅広   | 藤田在子                             |
| 第52回 | 2018年2月18日 | 小倉   | 1800m | トリオンフ         | 騸4  | 1:46.1 | 川田将雅       | 須貝尚介   | （株）KTレーシング                   |
| 第53回 | 2019年2月17日 | 小倉   | 1800m | スティッフェリオ   | 牡5  | 1:46.7 | 丸山元気       | 音無秀孝   | （有）社台レースホース               |
| 第54回 | 2020年2月23日 | 小倉   | 1800m | カデナ             | 牡6  | 1:48.3 | 鮫島克駿       | 中竹和也   | 前田幸治                             |
| 第55回 | 2021年2月21日 | 小倉   | 1800m | テリトーリアル     | 牡7  | 1:45.5 | 石川裕紀人     | 西浦勝一   | ゴドルフィン                         |
| 第56回 | 2022年2月20日 | 小倉   | 1800m | アリーヴォ         | 牡4  | 1:49.2 | 横山和生       | 杉山晴紀   | （有）シルクレーシング               |
| 第57回 | 2023年2月19日 | 小倉   | 1800m | ヒンドゥタイムズ   | 騸7  | 1:49.7 | B.ムルザバエフ | 斉藤崇史   | （有）シルクレーシング               |
| 第58回 | 2024年2月18日 | 小倉   | 1800m | エピファニー       | 牡5  | 1:45.1 | 杉原誠人       | 宮田敬介   | （有）シルクレーシング               |
| 第59回 | 2025年2月23日 | 小倉   | 1800m | ロングラン         | 騸7  | 1:46.1 | 丹内祐次       | 和田勇介   | 梅澤明                               |